# Publilius Syrus
Publilius Syrus a fost un scriitor latin de maxime, a trăit în secolul I î. Hr. A fost adus în Roma ca sclav sirian, dar inteligența și talentul său au câștigat încrederea stăpânului, care l-a eliberat și s-a ocupat de educația lui. Numele de Publilius, datorat palatalizării literei „l” între doi „i”, este adesea prezentat de manuscrisele vremii (și unele publicații tipărite) în forma coruptă „Publius”.
Numerele sale de pantomimă, în care juca el însuși deseori, s-au bucurat de succes deplin în orașele de provincie ale Imperiului Roman și la jocurile oferite de Cezar în anul 46 î. Hr. Probabil că Publilius a fost mult mai faimos ca pantomim, de vreme ce a primit chiar de la Cezar marele premiu într-un concurs în care i-a spulberat, pur și simplu, pe ceilalți competitori, inclusiv pe celebrul Decimus Laberius.
Tot ce ne-a rămas din opera sa este doar o culegere intitulată „Sententiae” („Maxime”), o serie de maxime morale scrise în vers iambic și trohaic. Această lucrare trebuie să fi fost scrisă în prima parte a vieții lui Syrus; ea a fost descoperită de Aulus Gellius, în secolul al II-lea d. Hr. Fiecare maximă este compusă dintr-un singur vers, iar toate versurile sunt așezate în ordine alfabetică, funcție de prima literă a fiecăruia dintre ele. În decursul timpului culegerea fost inserată și cu maxime ale altor autori, în special scriitori apocrifi, discipoli ai lui Seneca; numărul versurilor originare este de aprox. 700. Ele includ și definiții pline de vigoare, cum ar fi deja celebra: „Iudex damnatur ubi nocens absolvitur” („Judecătorul este condamnat când vinovatul este achitat.”), maximă adoptată ca motto de publicația „Edinburgh Review”.
Cele mai bune traduceri ale „Maximelor” lui Syrus aparțin lui Eduard Wölfflin (1869), A. Spengel (1874) și Wilhelm Meyer (1880), cu o completă analiză critică și index explicativ; de asemenea edițiile scrise de O. Friedrich (1880), R. A. H. Bickford-Smith (1895), cu biografii complete; mai trebuie amintită ca o lucrare importantă cea a lui W. Meyer, „Die Sammlungen der Spruchverse des Publilius Syrus” (1877).
1. ↑  CONOR.SI[*] Verificați valoarea |titlelink= (ajutor)